# Длугашевский, Константин Наумович
Константи́н Нау́мович Длугаше́вский (бел. Канстанці́н Наву́мавіч Длугашэ́ўскі; 1905 — 1997, Минск) — советский государственный деятель, председатель Брестского облисполкома (1939—1944) и председатель Минского городского исполнительного комитета (1946—1954). 

## Биография
Был депутатом Совета Национальностей Верховного Совета Союза ССР 2-го (от Климовичского округа ), 3-го и 4-го  созывов (от Минского городского избирательного округа) Белорусской ССР.
С 29 мая 1957 года по февраль 1968 года — начальник Главного управления коммунального хозяйства и энергетики — коммунального хозяйства при СМ Белорусской ССР.

## Награды и звания
- Орден Ленина